# FC UNA Strassen
Football Club Union Athlétique Strassen, kortweg UNA Strassen (lux. UNA Stroossen) is een Luxemburgse voetbalclub uit Strassen die is opgericht in 1922. De club speelt haar wedstrijden op Complexe Sportif Jean Wirtz. De traditionele kleuren zijn rood en zwart.

## Historie
De club werd in 1922 opgericht. Tijdens de Duitse bezetting van Luxemburg (1940−1944) werd de club gedwongen de naam te veranderen naar FK Strassen. In 1944 werd de oorspronkelijke naam weer aangenomen. UNA Strassen speelde sinds de oprichting lange tijd niet hoger dan de 1. Divisioun. In 2011 promoveerde het voor het eerst naar de Promotion d'Honneur.
Aan het einde van het seizoen 2014/15 van de Promotion d'Honneur werd het promotieduel tegen UN Käerjéng 97 met 3-0 gewonnen en zodoende promoveerde de club voor het eerst in haar historie naar het hoogste niveau. In het debuutseizoen op het hoogste niveau werd een vijfde plaats gehaald.
In 2025 behaalde UNA Strassen hun hoogste klassering ooit in de Luxemburgse hoogste divisie, met een tweede plaats. Dit betekende dat de ploeg zich voor de tweede keer ooit kwalificeerde voor Europees voetbal, de eerste keer was in het vorige seizoen.

## Eindklasseringen vanaf 1946
| 2 |

| 4 |

| 3 |

| 6 |

| 10 |

| 2 |

| 3 |

| 4 |

| 4 |

| 7 |

| 3 |

| 3 |

| 7 |

| 5 |

| 3 |

| 9 |

| 5 |

| 5 |

| 6 |

| 2 |

| 6 |

| 4 |

| 14 |

| 8 |

| 10 |

| 12 |

| 6 |

| 8 |

| 2 |

| 7 |

| 7 |

| 12 |

| 1 |

| 10 |

| 10 |

| 11 |

| 1 |

| 12 |

| 5 |

| 1 |

| 7 |

| 10 |

| 10 |

| 10 |

| 6 |

| 7 |

| 11 |

| 4 |

| 1 |

| 5 |

| 5 |

| 2 |

| 14 |

| 1 |

| 10 |

| 6 |

| 8 |

| 9 |

| 9 |

| 11 |

| 3 |

| 6 |

| 9 |

| 4 |

| 3 |

| 1 |

| 9 |

| 3 |

| 8 |

| 3 |

| 5 |

| 5 |

| 11 |

| 7 |

| 6 |

| 10 |

| 6 |

| 9 |

| 6 |

| 2 |

| Nationaldivisioun | Éirepromotioun | 1. Divisioun | 2. Divisioun | 3. Divisioun |

## in Europa
#Q = #kwalificatieronde, T/U = Thuis/Uit, W = Wedstrijd, PUC = punten UEFA coëfficiënten .
Uitslagen vanuit gezichtspunt UNA Strassen
| Seizoen                                                    | Competitie        | Ronde | Land               | Club               | Totaalscore | 1e W    | 2e W    | PUC |
| ---------------------------------------------------------- | ----------------- | ----- | ------------------ | ------------------ | ----------- | ------- | ------- | --- |
| 2024/25                                                    | Conference League | 1Q    | Vlag van Finland   | Kuopion Palloseura | 0-5         | 0-0 (T) | 0-5 (U) | 0.5 |
| 2025/26                                                    | Conference League | 2Q    | Vlag van Schotland | Dundee United FC   | 0-2         | 0-1 (U) | 0-1 (T) | 0.0 |
| Totaal aantal behaalde punten voor UEFA coëfficiënten: 0.5 |                   |       |                    |                    |             |         |         |     |

Zie ook
- Deelnemers UEFA-toernooien Luxemburg
- Ranglijst van alle clubs die in de diverse Europa Cups zijn uitgekomen